# Nectria
Нектрія (Nectria) — рід грибів родини Nectriaceae. Назва вперше опублікована 1849 року.

## Оспи
Найчастіше вони зустрічаються як сапрофіти на деревині, що гниє, але деякі види можуть також бути паразитами дерев, особливо плодових дерев (наприклад, яблунь) та ряду інших дерев твердих порід. Деякі види є небезпечними шкідниками, що спричиняють такі захворювання як яблунева хвороба чи коралова плямистість.
Для грибів цього роду характерно наявність двохклітинних аскоспор, іноді з перетяжкою, які в зрілості не розпадається на окремі клітини. Перитеціі у нектрії утворюються поодинці або групами на субстраті або на маленьких подушковидних стромах.
Найпростіший вид цього роду - нектрія кіноварно-червона (Nectria cinnabarina), що зустрічається повсюдно на відмерлих гілках чагарників і дерев, переважно листяних. Зазвичай він розвивається як сапрофіт на опалому або відмерлих з тих чи інших причин гілках, однак може розвиватися і як паразит.